# Archidiecezja Córdoba
Archidiecezja Córdoba (łac. Archidioecesis Cordubensis in Argentina) – archidiecezja Kościoła rzymskokatolickiego w Argentynie. Jest główną diecezją metropolii Córdoba. Została erygowana 10 maja 1570. 20 kwietnia 1934 została podniesiona do rangi metropolii.
W latach 1880–1883 biskupem Córdoby był bł. Mamerto Esquiú.